# 吉本匠希
吉本 匠希（よしもと しょうき、2002年3月5日 - ）は、ジャパンラグビーリーグワン三菱重工相模原ダイナボアーズに所属するラグビー選手。

## プロフィール
- 大阪府出身[1]。
- ポジションはフルバック(FB)。
- 身長 182 cm、体重 83 kg

## 略歴
2020年、常翔学園高校卒業後、立命館大学に入る。
2024年、三菱重工相模原ダイナボアーズに加入。アーリーエントリー制度 により2024年2月24日以降（第7節・静岡ブルーレヴズ戦以降）から公式戦出場が可能となる。